# أعمال زاوديرزي

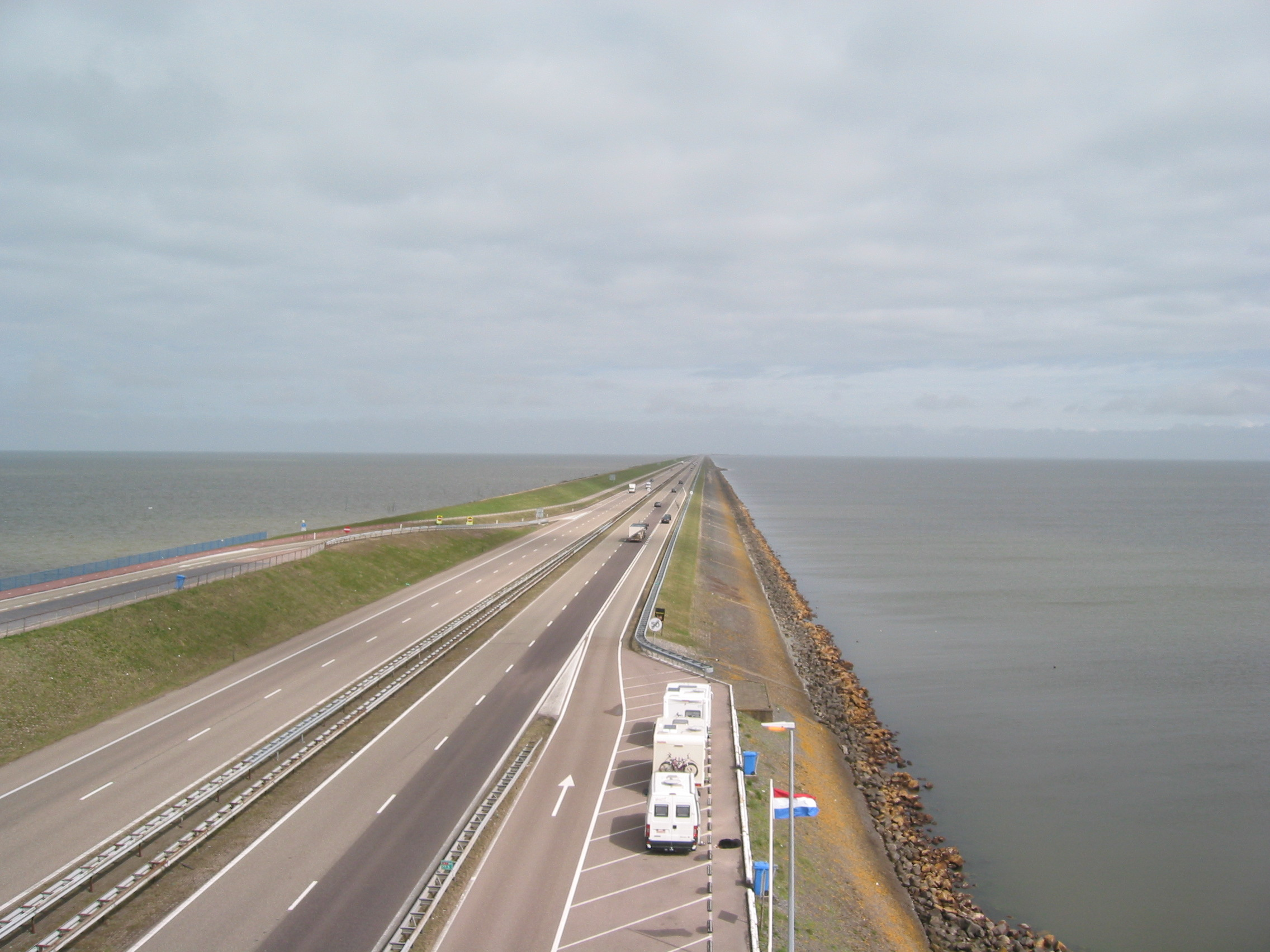
جسر أفسلاوتدايك (32 كم) يفصل بحيرة آيسل (اليمين) عن بحر وادن (يسار) حامياً آلاف الكيلومترات المربعة من الأراضي

أعمال زاوديرزي (بالهولندية: Zuiderzeewerken) هي نظام من صنع الإنسان عبارة عن مجموعة من السدود واستصلاح الأراضي البحرية، وأعمال تجفيف المياه، وهو أكبر مشروع هندسة هيدروليكية قامت به هولندا خلال القرن العشرين. وتضمن المشروع بناء سدود على زاوديرزي، وهو مدخل ضحل واسع لبحر الشمال، واستصلاح الأراضي في المياه المغلقة حديثاً باستخدام الأراضي المستصلحة. وأغراض هذا المشروع الرئيسية هي تحسين الوقاية من الفيضانات، وخلق مساحات إضافية من الأراضي لأغراض الزراعة.
وجنباً إلى جنب مع أعمال الدلتا فقد اعتبرته الجمعية الأمريكية للمهندسين المدنيين واحد من ضمن عجائب الدنيا السبع في العالم الحديث.

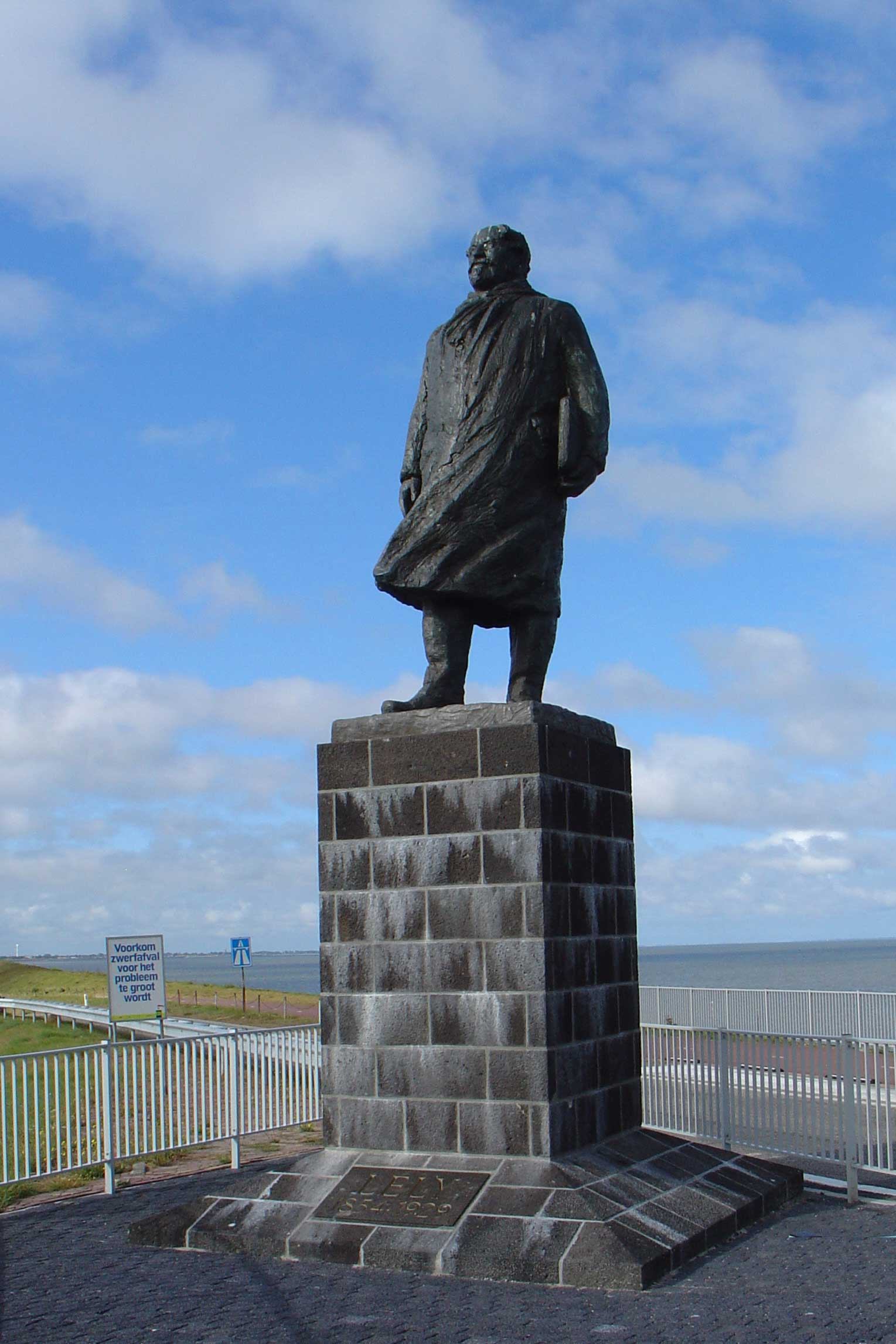
تمثال كورنيس ليلي على جسر أفسلاوتدايك

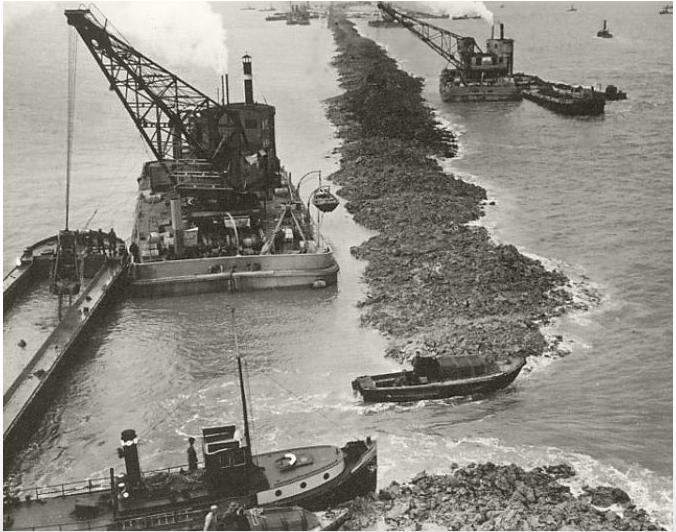
إنشاء جسر أفسلاوتدايك

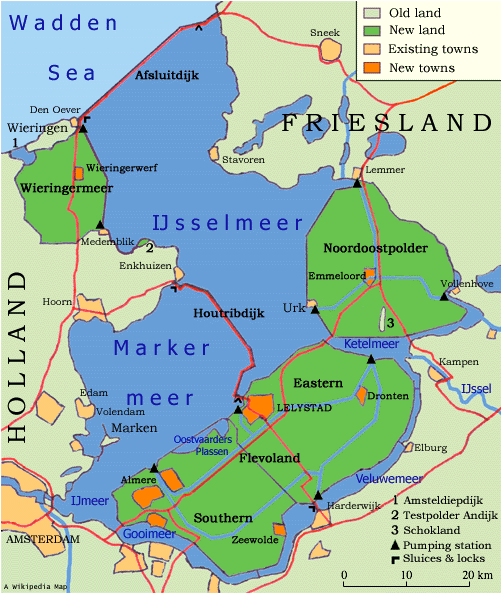
أعمال زاوديرزي في هولندا تحول زاوديرزي الخطير وهو مدخل ضحل لبحر الشمال إلى بحيرة آيسل المروضة، وخلق 1650 كم² من الأراضي.

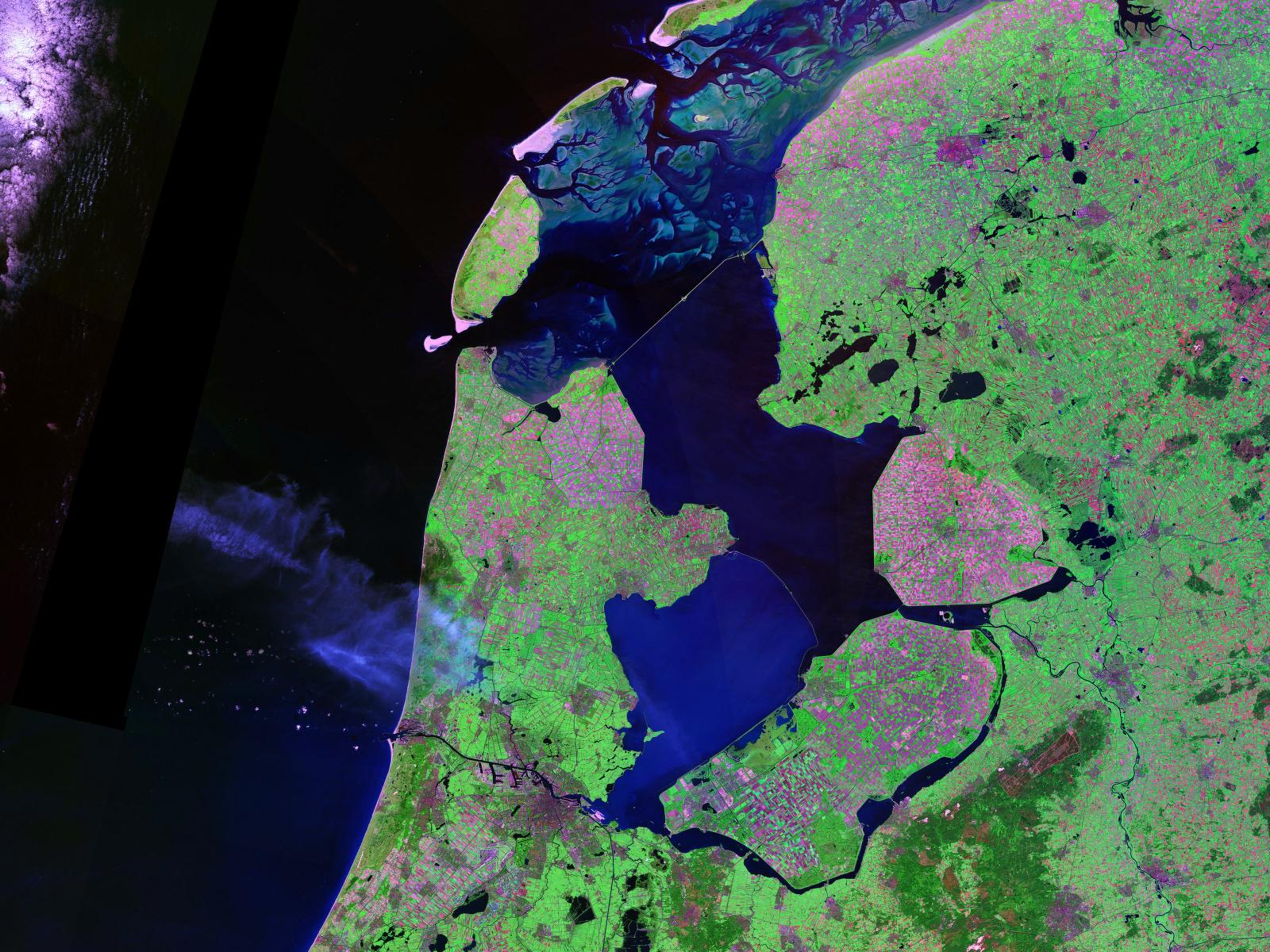
صورة فضائية لبحيرة آيسل والمناطق المحيطة بها. الفرق بين الأرض القديمة (أخضر في الغالب) والأراضي الجديدة (المكتسبة من البحر، في الغالب الأرجواني) لافت للنظر. قارن مع الرقم أعلاه.

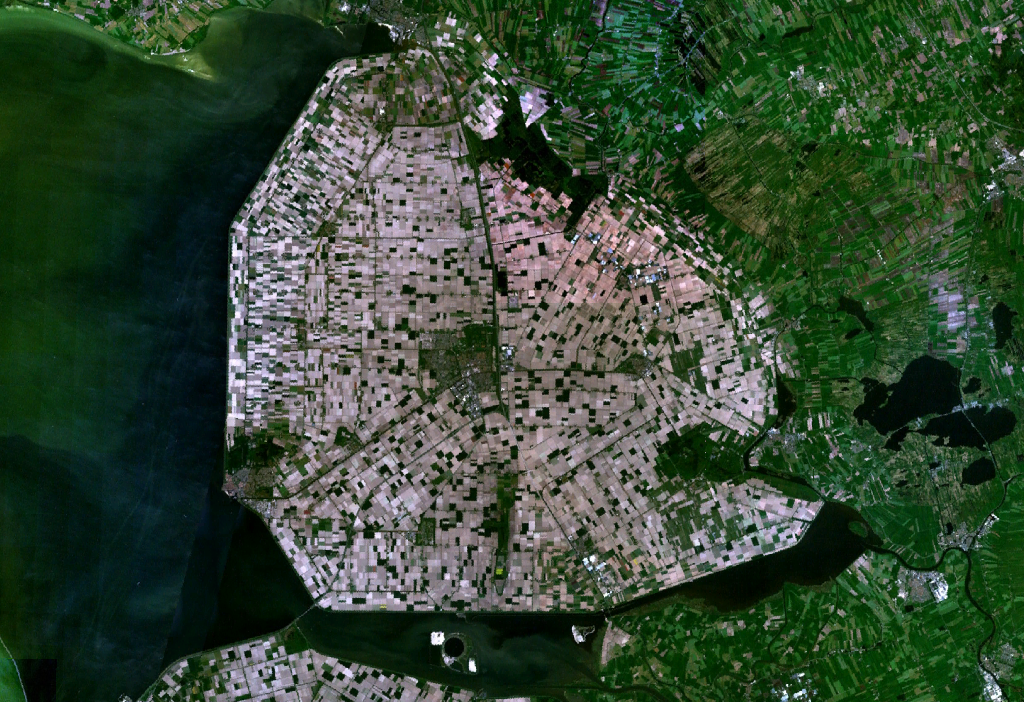
صورة فضائية لنوردأوست بولدر